# Santi Eutizio e Fiorenzo
Eutizio (oppure Eutichio) e Fiorenzo sono stati due eremiti del VI secolo le cui uniche notizie sono riportate da Gregorio Magno. Sono considerati santi dalla Chiesa cattolica che li ricorda il 23 maggio.

## Vita e miracoli
Di Eutichio e Fiorenzo parla san Gregorio Magno nel XV capitolo del terzo libro dei Dialoghi, opera di carattere agiografico. Gregorio dice di aver ricevute le informazioni dal prete nursino Santulo. 
I due vissero insieme in un romitorio presso Norcia, finché i monaci del vicino monastero in Val Castoriana chiesero ad Eutizio di divenire loro abate. 
Quando Eutizio accettò l'incarico chiese a Fiorenzo di non abbandonare il romitorio.

### La leggenda dell'orso di Fiorenzo
Fiorenzo chiese a Dio di mandargli un nuovo compagno. Dopo ciò uscì dal romitorio e incontrò un orso che mostrava un atteggiamento mansueto. Fiorenzo capì che l'orso era il nuovo compagno mandatogli da Dio.
Fiorenzo incaricò l'orso di pascere quattro pecore. L'orso svolgeva l'incarico e tornava da Fiorenzo sempre all'ora in cui il santo gli aveva ordinato di tornare.
Una volta l'orso tardò a tornare. Così Fiorenzo uscì a cercarlo e lo trovò morto. Gli fu detto che ad ucciderlo erano stati quattro discepoli di Eutizio. Fiorenzo si rattristò più per la malvagità dei colpevoli che per la morte dell'orso. 
Eutizio, essendo venuto a sapere dell'episodio andò da Fiorenzo per consolarlo. Tuttavia Fiorenzo maledisse i colpevoli, i quali morirono di lebbra in breve tempo.
Per tutta la vita Fiorenzo soffrì molto per essere stato esaudito. San Gregorio Magno ritiene che Dio permise ciò affinché Fiorenzo non maledicesse più nessuno.

### Il miracolo dei serpenti
Gregorio narra anche di un altro miracolo ottenuto da Fiorenzo: un diacono, essendosi sparsa la fama di Fiorenzo andò a fargli visita.
Tuttavia, dinanzi al romitorio, trovò moltissimi serpenti. Il diacono, spaventato, urlò: "Servo di Dio, prega per me".
Fiorenzo, uscito dal romitorio, chiese a Dio di togliere i serpenti. Immediatamente un fulmine li uccise tutti.
Dopo ciò, Fiorenzo si chiese chi avrebbe portato via le carcasse dei serpenti. Subito vennero degli uccelli in numero pari ai serpenti e ognuno di loro portò via un serpente.

### Morte di Eutizio e di Fiorenzo
San Gregorio Magno narra che, dopo la morte, Dio glorificò Eutizio più di Fiorenzo, concedendo per sua intercessione molti miracoli, in special modo quello della pioggia.
Inoltre narra che, anche al suo tempo, i cittadini di Norcia, quando vi era tempo secco, si radunavano per chiedere ad Eutizio la sua intercessione affinché piovesse.
Si ritiene che, dopo la morte di Eutizio, Fiorenzo andò a Foligno, ove morì nel 548 o nel 551.

## Culto
Il Martirologio romano attuale colloca la festa dei due santi al 23 maggio.
Sant'Eutizio fu sepolto nell'Abbazia di Sant'Eutizio in Val Castoriana. Quanto a Fiorenzo, nota Ludovico Jacobilli che i Folignati ritenevano che il suo corpo riposasse nella loro Cattedrale.
Narra Ansano Fabbi che, secondo una antichissima tradizione, Eutizio sarebbe nato a Norcia.
Quanto a Fiorenzo, lo Jacobilli narra che sia i Folignati che i Nursini lo ritenevano un proprio concittadino.